# Lac-Saint-Joseph
Lac-Saint-Joseph è un comune del Canada, situato nella provincia del Québec, nella regione di Capitale-Nationale.